# كارلوس ألبرتو خواريز
كارلوس ألبرتو خواريز (بالإسبانية: Carlos Alberto Juárez)‏ (24 أبريل 1972 ببوينس آيرس في الأرجنتين - ) هو لاعب كرة قدم أرجنتيني في مركز الهجوم. شارك مع منتخب الإكوادور لكرة القدم. أما مع النوادي، فقد لعب مع ريال مورسيا وسانتوس لاغونا وسوسيداد ديبورتيفو كيتو وليغا دي كيتو ومونتيفيديو واندررز ونادي إيميلك ونادي سبورتينغ كريستال ونادي لانوس وناسيونال مونتيفيديو.

## وصلات خارجية
- كارلوس ألبرتو خواريز على موقع قاعدة بيانات كرة القدم.إي يو (الإنجليزية)
- كارلوس ألبرتو خواريز على موقع ناشيونال فوتبول تيمز (الإنجليزية)
- كارلوس ألبرتو خواريز على موقع عالم كرة القدم.نت (الإنجليزية)